# 代斯林根
代斯林根是德国巴登-符腾堡州的一个市镇。总面积32.15平方公里，总人口5994人，其中男性2950人，女性3044人（2011年12月31日），人口密度186人/平方公里。